# Holosteum umbellatum
La estrellada, o  (Holosteum umbellatum) es una hierba de la familia de las cariofiláceas.

## Descripción
Planta casi erecta, de 3-20 cm, azulada, con tallos ramificados abajo, algo peloso-pegajosos; hojas inferiores agrupadas,lanceoladas, atenuadas, (cuya lámina se ensancha progresivamente a partir del tallo), de unos 10-20 mm, las superiores, 2-3 parejas,sin rabillo y todas ellas sin dientes y agudas. Las flores, en primavera y verano, se agrupan, hasta 8-10, al extremo de los tallos, sobre rabillos muy largos, pegajosos. Tienen 5 pétalos blancos, lanceolados, durante poco tiempo visibles, pues pronto se cierra el cáliz, compuesto de otros 5 sépalos verdosos y pringosos de parecido tamaño que los pétalos.

## Distribución y hábitat
En gran parte de Europa, excepto Irlanda, Islandia, Noruega, Finlandia y Albania. Crece , frecuente, en terrenos algo nitrificados por personas o animales, pastos aclaradaos y bordes de caminos.)
En la península ibérica en Castilla y León.

## Taxonomía
Holosteum umbellatum fue descrito por Carlos Linneo y publicado en Species Plantarum 1: 88. 1753.
Citología
Números cromosomáticos de Holosteum umbellatum  (Fam. Caryophyllaceae) y táxones infraespecificos: Holosteum umbellatum subsp. umbellatum L.. 2n=20.
Sinonimia
- Meyera umbellata (L.) Bubani, Fl. Pyrenaea 3: 32 (1901)
- Arenaria umbellata (L.) Clairv., Man. Herborr. Suisse 149 (1811)
- Alsine umbellata (L.) Lam., Fl. Franç. 3: 45 (1779)
- Cerastium umbellatum (L.) Crantz, Inst. Rei Herb. 2: 401 (1766)
- Holosteum umbellatum var. oligandrum Fenzl in Ledeb., Fl. Ross. 1: 373 (1872)[3]
- Cerastium murale Salisb.
- Holosteum ciliatum Opiz
- Holosteum syvaschicum Kleopow
- Spergula glutinosa D.Dietr.
- Stellaria triandra Debray ex Bluff[6]